# Kanton La Désirade
Kanton La Désirade (francouzsky Canton de la Désirade) byl francouzský kanton v departementu Guadeloupe v regionu Guadeloupe. Tvořila ho pouze obec La Désirade. Zrušen byl při reformě francouzských kantonů z roku 2014.